# Утенус
Утенус або Утеніс – літописний жемантійський і литовський князь з династії Палемоновичів.

Ім'я в литовських літописах пишеться по-різному: Vtenus, Utienus, Utenus, Untianus, Utenis. Засновник міста Утена.

## Життєпис
У літописах записано, що батьком Утеніса був князь Литовський і Жемантійський, князь Новогрудський Куковійт, а матір'ю - Паяута. Після смерті батька 1221 року, біля річки Швентої поблизу Делтуви Утеніс спорудив пам’ятник (ідол), навколо якого виріс ліс, названий на честь Куковійта.
Вважається засновником міст Соколи (Salakas) і Утяни. Припускають, що назва міста Утени походить від Утеніса. Нібито він насипав великий курган, званий Замок Утені, і другий невеликий курган, званий Гробницею Утеніса. У письмових джерелах (у грамоті короля Міндовга) від 1261 року вперше згадується дерев'яний замок від цією назвою
Сином Утеніса був князь Свинторіг.